# Alexander Young (Musiker)
Alexander Young (* 29. Dezember 1938 in Bridgeton, Glasgow; † 4. August 1997 in Hamburg) war ein schottischer Sänger, Komponist und Musikagent. Er spielte Gitarre, Bassgitarre und das Saxophon. Er war der ältere Bruder von George Young sowie von Malcolm und Angus Young (AC/DC). 

## Leben
Alexander Young wurde in der Gemeinde Bridgeton in Schottland geboren. Als seine Familie nach Australien auswanderte, blieb er in Großbritannien, um seinen musikalischen Ambitionen nachzugehen. Mit seiner ersten Band, Bobby Patrick Big Six, spielte er für kurze Zeit auch in Deutschland.
Einige Zeit später schloss er sich der Band Grapefruit an. Terry Doran, einer der Künstler-Manager des Beatles-Musik-Verlages Apple, wurde auf ihn aufmerksam und verschaffte ihm einen Vertrag. Die Band veröffentlichte zwei Alben und mehrere Singles in den Jahren 1968 und 1969.
Alexander Young schrieb einen Song speziell für AC/DC, der aufgenommen, aber nie veröffentlicht wurde. Später wurde er von der deutschen Band Accept unter dem Titel I’m a Rebel in einer Coverversion veröffentlicht.
In seinen letzten Jahren arbeitete er in Deutschland als Musikagent, u. a. für ProudandLoud Management Hamburg. Young starb 1997 an Lymphdrüsenkrebs in seiner privaten Wohnung nach Entlassung aus einem Hamburger Krankenhaus.